# Ahmadou Wadiri
 (juillet 2021).
Ahmadou Wadiri est un entrepreneur camerounais actif dans la production et la distribution du riz.

## Biographie

### Carrière
Ahmadou Wadiri est actif dans la production et distribution de riz,,,,. 
En mai 2021, il est lauréat du prix Castel pour l'impact de son entreprise de production et de distribution du riz cultivé à Yagoua, au Cameroun,.